# Zsigmond Villányi
Zsigmond Villányi (ur. 1 stycznia 1950 w Hercegszántó, zm. 13 stycznia 1995 w Göd) – węgierski pięcioboista nowoczesny. Srebrny medalista olimpijski z Monachium.
Zawody w 1972 były jego jedynymi igrzyskami olimpijskimi. Indywidualnie zajął dwunaste miejsce, wspólnie z kolegami zajął drugie miejsce w drużynie – partnerowali mu András Balczó i Pál Bakó. Na mistrzostwach świata zdobył srebro indywidualnie w 1971 oraz w drużynie w 1971 i 1974.